# Nesopsebium apicipenne
Nesopsebium apicipenne là một loài bọ cánh cứng trong họ Cerambycidae.